# João Moojen
João Moojen de Oliveira (Leopoldina, 1 de dezembro de 1904  —  Rio de Janeiro, 31 de março de 1985), ou João Moojen, como preferia ser chamado, foi um grande pesquisador dedicado a sistemática de mamíferos brasileiros, especialmente roedores e primatas, se dedicou também às aves. 
Moojen dispensava o título de "Professor Doutor" e o sobrenome "de Oliveira". Coletou extensivamente entre as décadas de 30 e 50, trabalhou no Museu Nacional de 1939 a 1969, quando se aposentou, retornando posteriormente como Professor Visitante. De 1945 a 1948 obteve o seu PhD, na University of Kansas sob orientação do renomado mastozoólogo Eugene Raymond Hall. Sua tese de doutorado teve como título "Speciation in the Brazilian spiny rats Genus Proechimys, family Echimyidae". Em 1952, escreveu “Os Roedores do Brasil”, um livro clássico sobre os roedores nacionais.

## Biografia
Descendente de ingleses e neerlandeses,, Moojen formou-se em farmácia na atual Universidade Federal do Rio de Janeiro e logo após formado atuou como professor de Botânica e ciências no Ginásio de Além Paraíba, onde também exerceu a professão de farmacêutico.
Em 1933 foi convidado pelo professor J. Bello Lisboa, diretor da Escola Superior de Agricultura e Veterinária de Minas Gerais (atualmente Universidade Federal de Viçosa), para lecionar zoologia na instituição. Na Entomologia , foi o continuador aprimorado dos professores Dr. Road e Dr. Hambleton, dos Estados Unidos, tendo deixado um acervo precioso nas coleções de insetos, aves, roedores e outros animais.
Moojen, além de pesquisador, atuou significativamente como professor e assessor técnico, seguem alguns dos cargos ocupados ao longo de sua vida: chefe de departamento de Biologia da Escola Superior de Agricultura e Veterinária do Estado de Minas Gerais, em Viçosa, atual Universidade Federal de Viçosa; Professor-Chefe de História Natural do Colégio Universitário da Universidade do Brasil; Naturalista da Divisão de Zoologia de Vertebrados e Invertebrados do Museu Nacional, inclusive chefiou esta divisão em dois momentos e coletou grande parte dos mamíferos depositados nesta coleção e na Universidade do Estado do Rio de Janeiro; Professor Catedrático, em comissão, da cadeira de Biologia Geral e Zoologia da Faculdade de Ciências da Universidade do Distrito Federal do Rio de Janeiro.

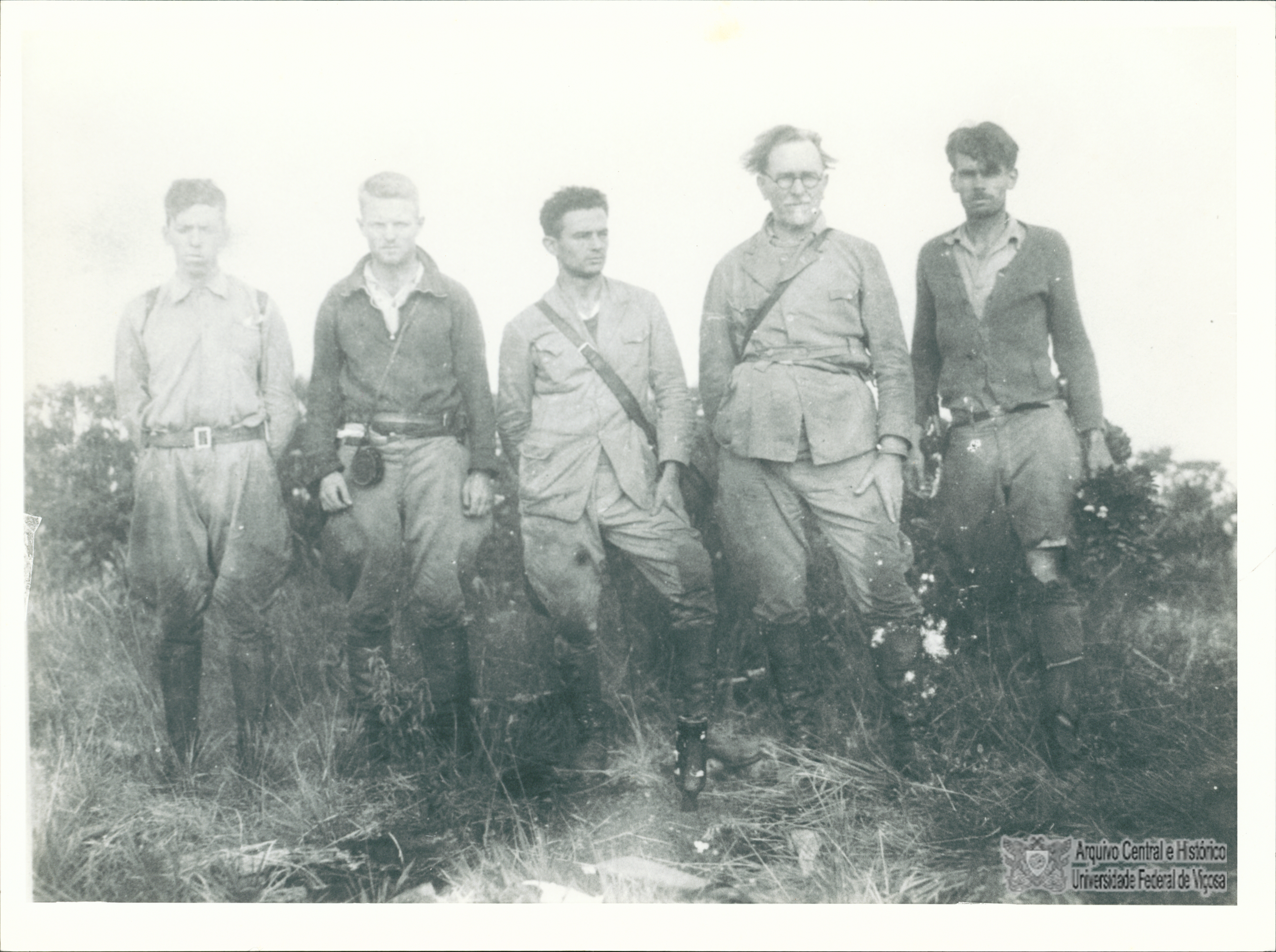
Excursão a Serra do Grama (Araponga) para pesquisa de campo na Escola Superior de Agricultura de Viçosa (ESAV). Nas imagens encontram-se os professores: Edgar Alencar, Walter Brune, João Moojen de Oliveira (centro), Kulman e Otávio Drummond.

Foi membro do Conselho Nacional de Caça e Pesca; membro da Missão Abbink; zoólogo do Conselho Nacional de Caça; zoólogo da fundação Rockfeller; membro da Society of the Sigma XI for the Promotion of Research in Science, da American Society of Mammalogists, do Cooper Ornithological Club e da Phi Sigma Biological Society; encarregado pelo Governo Federal de organizar o Zoobotânico de Brasília, tendo sido também Diretor do Departamento de Proteção à Natureza de Brasília; Chefe do Serviço de Roedores na Fundação Estadual de Engenharia do Meio Ambiente.
João Moojen é responsável por grande número de espécimes atualmente depositados no Museu Nacional e no Museu de Zoologia João Moojen, que leva seu nome. Além de coletar roedores e estudar uma ampla variedade de grupos animais, também desenvolveu rações para cães e aves, se interessava por caça e foi responsável por trazer a raça de cachorros Weimaraner para o Brasil.

## Gênero e espécies de roedores descritas por Moojen[5]
Gênero:
- Juscelinomys Moojen, 1965

Espécies e sub-espécies:
- Trinomys paratus Moojen, 1948
- Trinomys gratiosus Moojen, 1948
  - T. g. gratiosus Moojen, 1948
  - T. g. bonafidei Moojen, 1948
- Phyllomys kerri Moojen, 1950
- Juscelinomys candango Moojen, 1965
- Kerodon acrobata Moojen, Locks & Langguth, 1997

## Gêneros e espécies em homenagem a Moojen[3][5][6]
- PISCES - Characidae: Moojenichthys Miranda Ribeiro, 1956
- OPILIONIDA- Gonyleptidae: Moojenia Mello Leitão, 1935
- DIPLOPODA - Vanhoeffeniidae: Moojenodesmus Schubart, 1944
- REPTILIA - Viperidae: Bothrops moojeni Hoge, 1965
- SCORPIONIDA – Bothriuridae: Bothriurus moojeni Mello Leitão, 1945
- SCOLOPENDROMORPHA – Scolopendridae: Scolopendra angulata moojeni Bücherl, 1941
- RODENTIA – Echimyidae: Trinomys moojeni Pessôa, Oliveira & Reis, 1992
- RODENTIA – Cricetidae: Oligoryzomys moojeni Weksler & Bonvicino, 2005

## Prêmio João Moojen
Desde 2024, a Sociedade Brasileira de Mastozoologia financia o “Prêmio João Moojen para as melhores teses e/ou dissertações durante os Congressos Brasileiros de Mastozoologia".  Na descrição do prêmio, no entanto, não há menção de seu período como professor e naturalista na Escola Superior de Agricuultura de Minas Gerais, atual Universidade Federal de Viçosa.